# Extremely Large Telescope
L'Extremely Large Telescope (ELT), denominato in fase progettuale sino al 2017 European-Extremely Large Telescope (E-ELT) è un telescopio estremamente grande, progettato per essere il telescopio ottico di prossima generazione dello European Southern Observatory, con un diametro dello specchio primario di 39 metri. 

## Tecnologia

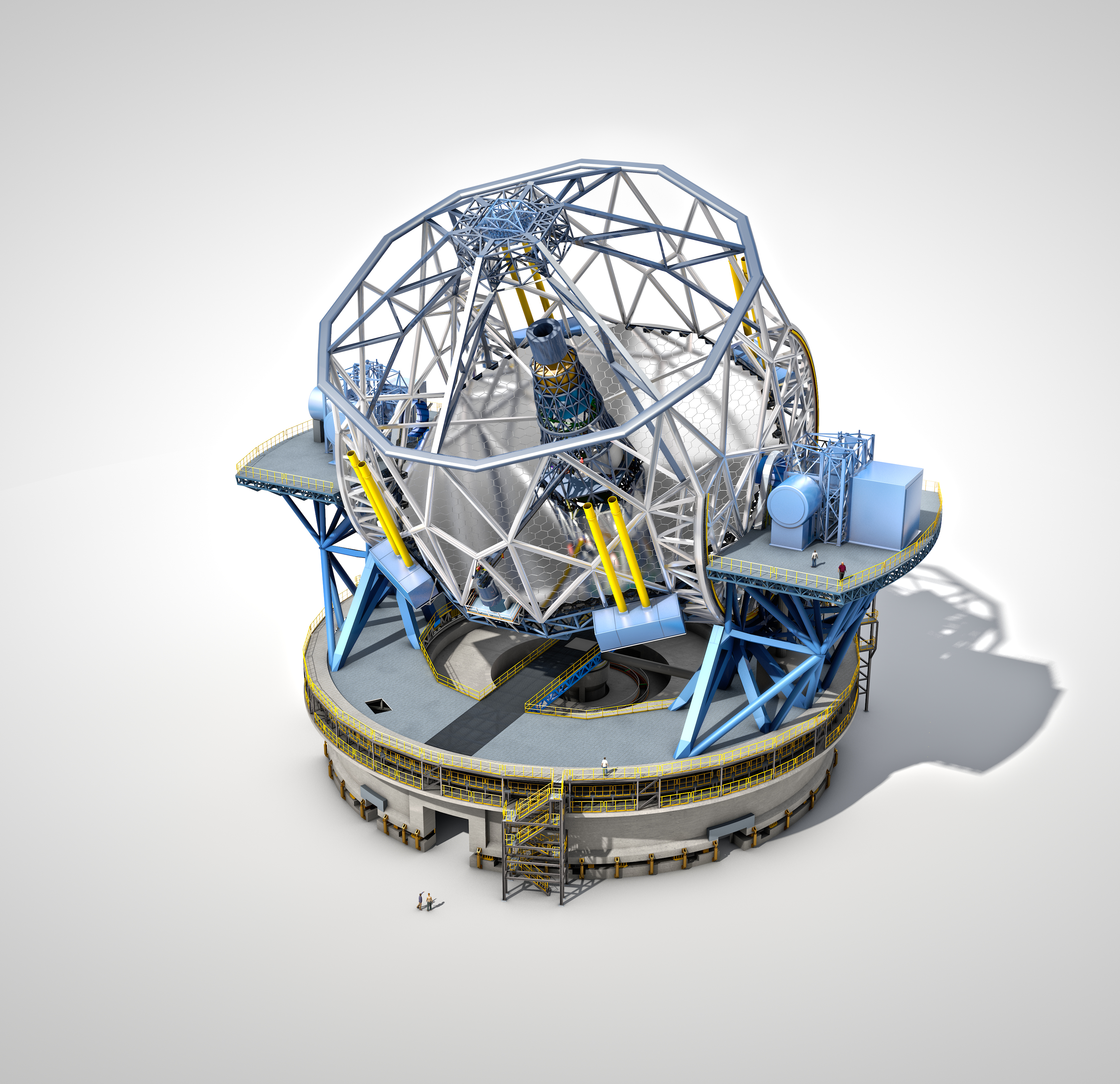
Struttura portante del telescopio

ELT è entrato nella fase di progettazione dopo che uno studio di fattibilità per un telescopio di 100 m di diametro, noto come Overwhelmingly Large Telescope, ha avuto esito negativo, sia per l'eccessiva complessità, sia per il costo molto elevato.
La tecnologia disponibile per la fabbricazione degli specchi pone un limite, intorno agli 8-10 metri di diametro, per quelli costituiti da un singolo pezzo. I prossimi telescopi di grandi dimensioni prevedono un fitto insieme di specchi esagonali per formare uno specchio composito di oltre 10 m di diametro. L'ELT userà questo stesso approccio, con sistemi di ottica adattiva in grado di compensare i disturbi della turbolenza atmosferica e rendere effettivo tutto il potenziale reso disponibile dal grande diametro. A gennaio 2018 sono stati prodotti i primi 6 dei 798 segmenti esagonali che costituiranno lo specchio primario.
ELT dispone di 5 specchi, con forme, dimensioni e ruoli diversi. Lo specchio primario raccoglierà la luce dal cielo notturno e la rifletterà sullo specchio secondario. Questo sarà il più grande specchio secondario mai utilizzato fino ad ora in un telescopio, rifletterà la luce sullo specchio terziario che a sua volta la trasmetterà ad uno specchio adattivo, il quarto. Anche il quarto specchio sarà il più grande specchio adattivo mai costruito per un telescopio. Questo quarto specchio regolerà la propria forma per correggere le distorsioni causate dalla turbolenza atmosferica prima di trasmetterle al quinto specchio, piatto e inclinabile, che stabilizzerà l'immagine e la trasmetterà agli strumenti.

Schema degli specchi nel telescopio

### Specchio primario

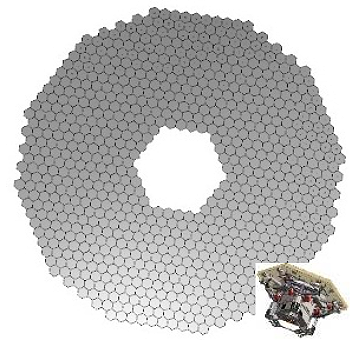
Specchio primario M1

Lo specchio primario è costituito da 798 segmenti del diametro di 1,45 m (portati a 931 con un set per manutenzioni) arrivando ad un diametro di 39 m e un'apertura centrale di 11,1 m. La sub-unità di ogni segmento pesa 365 kg compresi sensori e attuatori.

### Specchio secondario

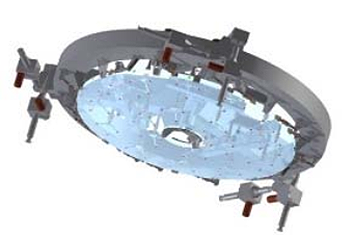
Specchio secondario M2

A maggio 2017 è terminata la fusione dello specchio secondario avente un diametro di 4,2 metri e dal peso di 3,5 tonnellate. Lo specchio grezzo è stato ottenuto fondendo la vetroceramica Zerodur, ed è al momento della sua creazione ''il più grande specchio secondario mai implementato per un telescopio ed il più grande specchio convesso mai prodotto finora''.

### Specchio terziario

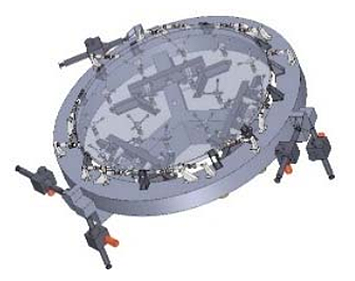
Specchio terziario M3

Lo specchio terziario ha una forma concava con diametro di 3,8 m, spessore di 10 cm e un foro di 7 cm. Consente la rifocalizzazione tra gli specchi M2 e M4.

### Quarto specchio

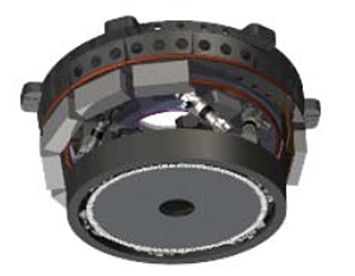
Specchio quaternario M4

Il quarto specchio ha una forma piatta di tipo attivo, con un diametro di 2,4 m e fino a 8 000 attuatori. Progettazione e realizzazione sono affidate tramite un contratto da €30 milioni al consorzio AdOptica in collaborazione con l'INAF.

### Quinto specchio

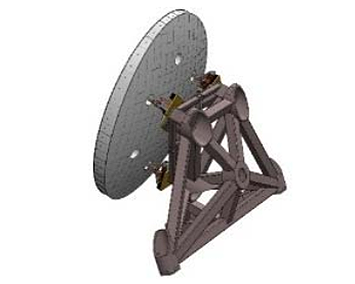
Specchio quinario M5

Il quinto specchio ha una forma ellittica di 2,1 x 2,6 m, è inclinato e ha lo scopo di compensare il movimento dell'immagine fino a qualche Hz.

## Scopi

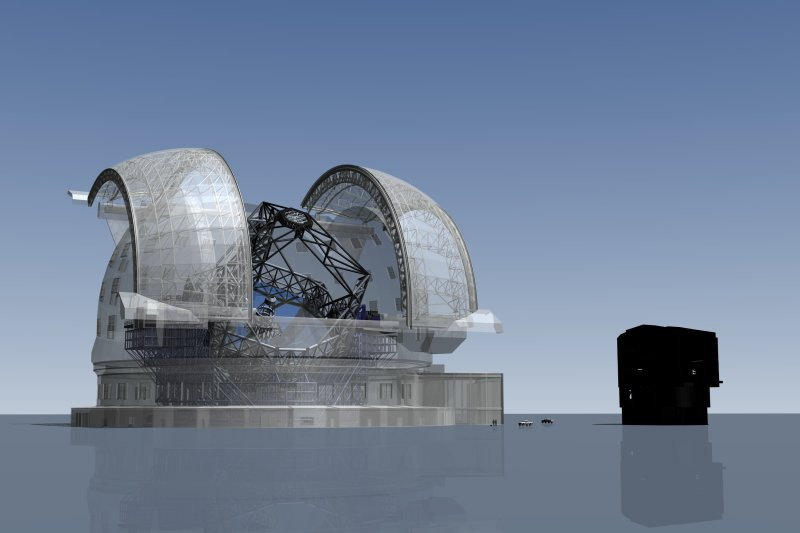
L'E-ELT confrontato con un telescopio esistente dell'Osservatorio del Paranal

Il progetto ELT punta a osservare l'universo visibile a un livello di dettaglio 16 volte superiore a quello fornito dal Telescopio Spaziale Hubble. Uno specchio di circa 39 metri consentirà anche lo studio dell'atmosfera dei pianeti extrasolari. Il progetto del sistema ottico a 5 specchi stima in circa 1.05 miliardi di Euro il costo di realizzazione ed operatività per il 2028.

## Costruzione

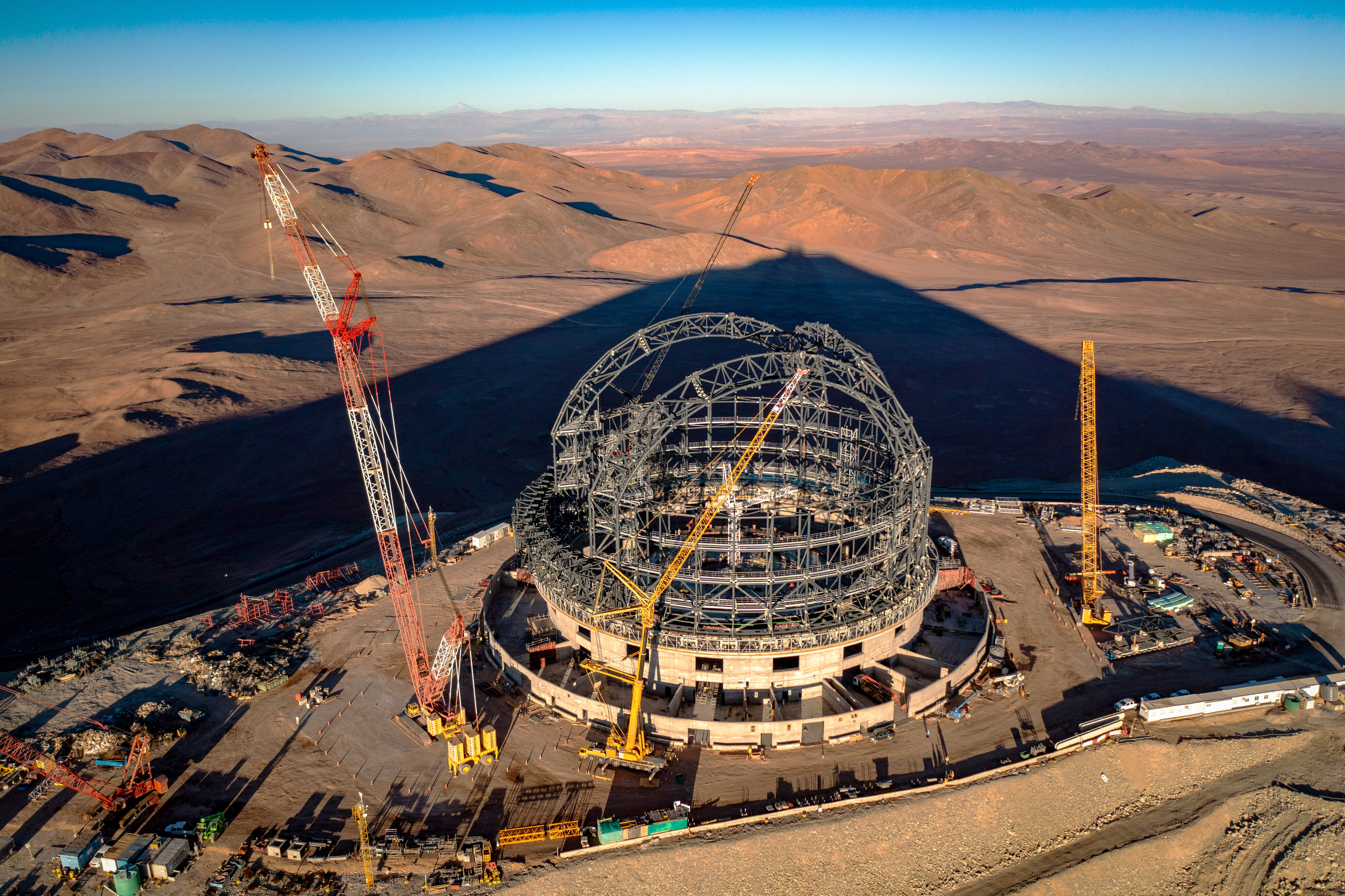
Costruzione ad agosto 2023

Il 26 aprile 2010 l'ESO identificò il luogo di costruzione del telescopio in Cile, sulla montagna Cerro Armazones, nel Deserto di Atacama. Nel giugno del 2014 iniziarono i lavori di sbancamento della vetta, mentre nel maggio del 2017 si tenne la cerimonia della posa della prima pietra dell'edificio del telescopio. La prima luce, inizialmente prevista nel 2025, a causa della pandemia di COVID-19 è stata posticipata al 2028.